# Tadeusz Plebański
Tadeusz Plebański herbu Junosza (ur. 8 października 1893 w Wilnie, zm. 23 lutego 1976 w Warszawie) – dr inż. rolnik, syn Franciszka Plebańskiego i Stanisławy z domu Plebańskiej, ojciec Tomasza Plebańskiego, brat Józefa Adama Plebańskiego i Stanisława Plebańskiego.

## Życiorys
Odebrał staranne wykształcenie rolnicze i inżynierskie w Lipsku, Dreźnie i Berlinie. Studiował również na SGGW w Warszawie, gdzie 1 marca 1915 roku wraz z grupą 11 studentów założył polską korporację studencką Aquilonia. Stowarzyszenie to zapisało się pozytywnie w historii walki o polskość na każdym froncie. Obecnie działa reaktywowane w III Rzeczypospolitej. Według danych SGGW, na listach studentów był w latach 1912/1918 i w roku 1928 prawdopodobnie jako prowadzący kusy rolnicze. Po studiach utrzymywał się z zarządu majątkami ziemskimi. W krótkim czasie inż. Tadeusz Plebański zatrudniał grupę zarządców, księgowych i sekretariat zarządu dóbr. Pod opieką miał kilka majątków oddalonych od siebie o kilkadziesiąt kilometrów.
Uczestniczył w wojnie polsko-bolszewickiej. Przeszedł szlak bojowy od Pilawy, przez Warszawę, most Kierbedzia, Wiązownę, Siedlce, Brześć nad Bugiem, Kowel, Równe, Sarny, Łuck, Chełm, Garwolin i stamtąd przez Wisłę na lewy brzeg do Potyczy.
Przez całe lata międzywojenne dzierżawił od państwa Paprockich majątek Potycz położony na południe od Góry Kalwarii w widłach Wisły i Pilicy. W spisie właścicieli ziemskich województwa mazowieckiego z 1929 roku Tadeusz Plebański figuruje jako właściciel 816 mórg w powiecie Grójeckim.
W czasie II wojny dokończył spłacanie właścicieli i w rezultacie tego działania stracił wszystko. Na spłatę majątku sprzedana została w czasie wojny posagowa willa żony na Lazurowym Wybrzeżu. Z Potyczy Tadeusz Plebański został wypędzony przez Niemców w związku z ustaleniem linii frontu na Wiśle. Dwór potycki został wtedy poważnie uszkodzony przez artylerię sowiecką. Pociski wystrzeliwane z przeciwnej strony Wisły podziurawiły dach i zniszczyły wiele drzew w parku. Po wypędzeniu z Potyczy zarządzał majątkiem Wilków.
W Wilkowie doczekał do wejścia Sowietów i został wypędzony z zakazem osiedlenia i zbliżania się do znacjonalizowanych dóbr na odległość zgodną z obowiązującą ustawą. Po wojnie Tadeusz i jego żona, Irena z domu Wysocka, zamieszkali w Poznaniu. Tadeusz pracował najpierw jako rzeczoznawca odbudowy Ziem Odzyskanych, potem jako dyrektor Stadniny koni w Racocie, dyrektor Państwowych Stadnin Koni w Wielkopolsce. W czasie represji stalinowskich w związku z ziemiańskim pochodzeniem został pozbawiony prawa pełnienia funkcji kierowniczych i zmienił pracę na pracę naukową w Instytucie Upraw Nawożenie i Gleboznawstwa oraz pracę społeczną w oświacie rolniczej, czemu pozostał wierny aż do śmierci.
Na początku II wojny światowej Tadeusz Plebański był więziony w Warszawie na Daniłowiczowskiej, a potem w Berlinie. Niemcy starali się wymusić na Tadeuszu Plebańskim współpracę polityczną. W jednej celi z Tadeuszem Plebańskim w berlińskim więzieniu przebywali prof. Bursche, pastor Niczman, poseł Kornecki i dziennikarz nieustalonego nazwiska. Plebański został zwolniony na skutek dyplomatycznej interwencji włoskiej, przedtem jednak bestialsko pobity, czego skutki odczuwał do końca życia.
Tadeusz Plebański był przez 7 lat od 1928 do 1935 r. przewodniczącym Grójeckiego Towarzystwa Organizacji i Kółek Rolniczych, w tych samych latach był członkiem zarządu Warszawskiego Towarzystwa Ogrodniczego i Kółek Rolniczych. Do wybuchu wojny w 1939 r. był przewodniczącym Kółka Rolniczego w Machcinie. Po wojnie w Poznaniu był w latach 1958 do 1962 radnym Wojewódzkiej Rady Narodowej. W 1963 został przewodniczącym Przysposobienia Rolniczego na woj. Poznańskie, członkiem zarządu SITR, członkiem Rady Naukowo Ekonomicznej przy WRN i członkiem Rady Naukowej Roślin Pastewnych PAN. Pozostawił liczne publikacje dotyczące uprawy roślin motylkowych, pastewnych i poplonów. 
Pochowany na warszawskich Powązkach (kw. 214–IV–29).

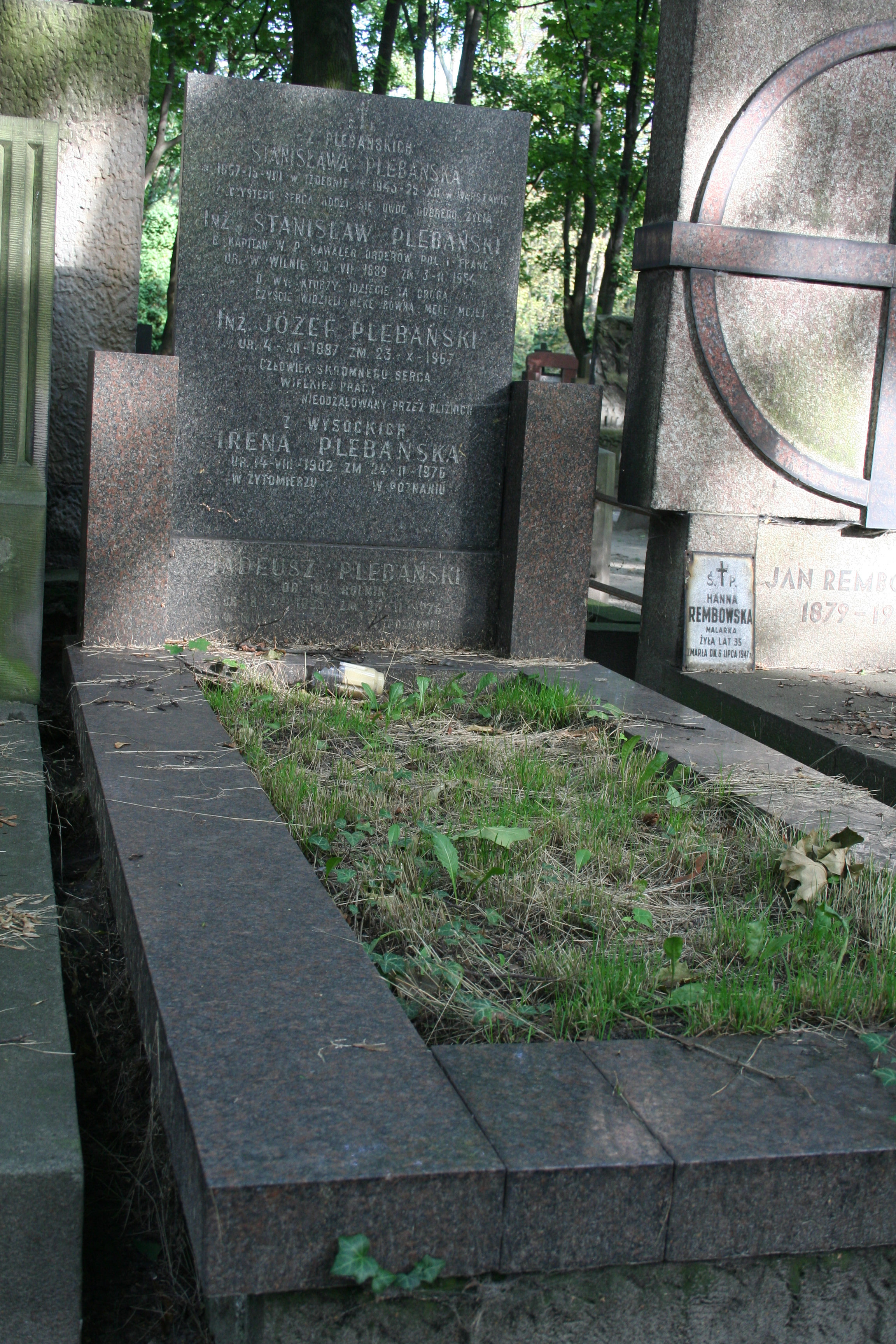
Grób Plebańskich na warszawskich Powązkach

## Nagrody i odznaczenia
- Medal Pamiątkowy za Wojnę 1918–1921 (1928)
- Odznaczenia pułkowe 1918-1921
- Złoty Krzyż Zasługi (22 lipca 1956)
- Krzyż Kawalerski Orderu Odrodzenia Polski (7 lutego 1961)
- Odznaka 1000-lecia Państwa Polskiego (1964)
- Odznaka Honorowa Za zasługi dla województwa poznańskiego